# 요모기다촌
요모기다촌(蓬田村)은 후쿠시마현 이시카와군에 있었던 촌이다. 1955년 3월 31일 요모기다촌, 오다이라촌 등 2개 촌이 합병하여 히라타촌이 신설되고 폐지되었다.

## 지리
히라타촌의 북부가 요모기다촌이 있던 곳이다.

## 역사
- 1889년 4월 1일 - 정촌제 시행에 수반해 7촌이 합병해 이시카와군 요모기다촌이 성립하였다.
- 1955년 3월 31일 - 요모기다촌, 오다이라촌 등 2개 촌이 합병하여 히라타촌이 신설되고, 요모기다촌 등은 폐지되었다.

## 인구
- 1891년 1,764
- 1920년 2,897
- 1947년 4,835

## 교통

### 도로
- 2급국도
  - 국도 115호선

## 참고 문헌
- 角川日本地名大辞典編纂委員会『가도카와 일본 지명 대사전 7 福島県』、가도카와 쇼텐、1981年 ISBN 4-04-001070-1
- 日本加除出版株式会社編集部『全国市町村名変遷総覧』、日本加除出版、2006年、ISBN 4-8178-1318-0